# Сонора
Сонора (на испански: Sonora) е щат в северозападно Мексико. Сонора е с население от 2 850 330 жители (преброяване 2015 г.), а общата площ на щата е 179 355 km², което го прави вторият по големина щат в Мексико. Северната граница на Сонора е част от Границата между САЩ и Мексико, по която Сонора граничи с американските щати Аризона и Ню Мексико. Столица на щата е град Ермосильо.